# À mort les hippies !! Vive le punk !
Pour plus de détails, voir Fiche technique et Distribution.
À mort les hippies !! Vive le punk ! (Tod den Hippies!! Es lebe der Punk!) est une comédie noire allemande réalisée par Oskar Roehler et sortie en 2015.

## Synopsis
Au début des années 1980, Robert Rother, un lycéen adolescent, vit dans une ville d'Allemagne de l'Ouest (d'après le dialecte de plusieurs rôles, on peut supposer qu'il se trouve dans le sud de l'Allemagne, plus précisément en Franconie). L'un de ses camarades de classe est Gries, un punk nazi ouvertement homosexuel. Celui-ci s'amuse à l'école en renversant en cachette, avant le cours, plusieurs comprimés très efficaces dans le verre de son professeur aux cheveux longs, lui faisant ainsi perdre connaissance et lui coupant ensuite les cheveux. Après cela, Robert et Gries sèment le chaos dans la salle de classe. Gries est renvoyé de l'école par le directeur. Robert et Gries n'apprécient pas les nombreux hippies qui traînent dans l'école.
La petite amie de Robert est une enseignante studieuse. Comme il se sent dégoûté par son étroitesse d'esprit, il suit les conseils de son ami Schwarz et se rend à Berlin-Ouest, désormais punk avec une crête iroquoise et un manteau en cuir, où il espère vivre des expériences passionnantes. Il laisse derrière lui sa mère qui l'élève seule et qui veut assassiner l'oncle de Robert pour s'emparer de son héritage.
Arrivé à Berlin-Ouest, Robert se rend dans la boîte de nuit dirigée par Schwarz à la recherche d'un emploi. Il y accepte un travail consistant à essuyer sur les vitres le sperme des clients qui se masturbent lors d'un peep-show. C'est là qu'il fait la connaissance de la danseuse Sanja. Peu de temps après, il suit Schwarz dans un bar punk, notamment pour consommer de la drogue.
A Berlin-Ouest, Robert rend visite à son père Klaus, qui vit seul et garde dans son appartement une somme d'argent à six chiffres. Quelques jours plus tard, Robert et Schwarz volent l'argent avec lequel ils veulent faire carrière comme trafiquants de drogue. Ils évitent de justesse d'être abattus par Klaus.
Par hasard, Robert rencontre à Berlin Gries, un prostitué de rue et un homosexuel vêtu de cuir. Il l'accompagne quelque temps et fait de la musique avec lui au « Risiko », un bar tenu par Blixa Bargeld, fondateur d'Einstürzende Neubauten.
Un jour, les autorités découvrent que l'argent récupéré par le père de Robert provient des stocks de la Fraction armée rouge (RAF) et apprennent ainsi le passé criminel à la RAF de son père, raison pour laquelle Klaus est finalement arrêté et envoyé en prison. Après l'apparition de la mère de Robert à Berlin, puis son départ pour Munich, Robert et Sanja la suivent là-bas. Ils sont témoins de la façon dont elle tire d'abord dans les parties génitales de son frère détesté, puis se suicide avec son arme.
De retour à Berlin, Robert est également arrêté et contraint d'effectuer son service civil en Allemagne de l'Ouest. Après avoir été traumatisé par un résident d'un foyer avec un anus artificiel, il s'ouvre les veines et est ensuite dispensé de service. À la fin, Robert et Schwarz se rencontrent à nouveau sur un camion dans le désert égyptien.

## Fiche technique
- Titre français : À mort les hippies !! Vive le punk ![1],[2]
- Titre original : Tod den Hippies!! Es lebe der Punk![3]
- Réalisation : Oskar Roehler
- Scénario : Oskar Roehler
- Photographie : Carl-Friedrich Koschnick (de)
- Montage : Peter R. Adam (de)
- Musique : Martin Todsharow
- Production : Stefan Arndt, Uwe Schott (de)
- Société de production : X-Filme Creative Pool
- Pays de production :  Allemagne
- Langues originales : allemand
- Format : couleurs
- Genre : comédie noire
- Durée : 105 minutes
- Dates de sortie :
  - Italie : 26 mars 2015
  - France : 22 février 2017 (diffusion sur Arte)

## Distribution
- Tom Schilling : Robert Rother
- Emilia Schüle : Sanja
- Wilson Gonzalez Ochsenknecht (de) : Schwarz
- Frederick Lau : Gries
- Hannelore Hoger : Gisela
- Samuel Finzi : Klaus Rother
- Alexander Scheer : Blixa Bargeld
- Anna-Maria Hirsch (de) : Gina
- Marc Hosemann (de) : Nick Cave
- Sonja Bertram : Coco
- Anna Amalie Blomeyer (de) : Roswitha
- David Bredin (de) : Rudi
- Rolf Zacher : Ralf
- Luisa Wietzorek (de) : Jana
- Uwe Dag Berlin (de) : le trafiquant de drogue
- Nikolai Will (de) : le micheton

## Accueil critique
Dans son Lexikon des internationalen Films, le Filmdienst estime que ce film « grotesque, joyeusement délirant et gaguesque » se jette avec « une rage destructrice satirique sur une scène punk berlinoise ringardisée » et suit avec « un humour noir les préceptes banalisés du récit initiatique ». Le film oscille ainsi entre « la nostalgie trash la plus subtile et le thème désuet, mais tout de même empreint d'autodérision, de la liquidation du Jugendbewegung ».
epd Film a loué le film pour son ensemble d'acteurs ; il est marqué par Schilling et Lau et les personnages secondaires sont « brillamment distribués ». Cependant, Roehler ne trouve que rarement « un rythme porteur » dans le film, sa manière de raconter est « aussi vive qu'elle est courte ». Le journal Die Zeit a critiqué le film pour ses faiblesses évidentes. Ainsi, les problèmes dramaturgiques s'expriment par le fait que la tendance du réalisateur à l'exagération et aux gags empêche l'histoire de prendre consistence.